# Loredana Groza

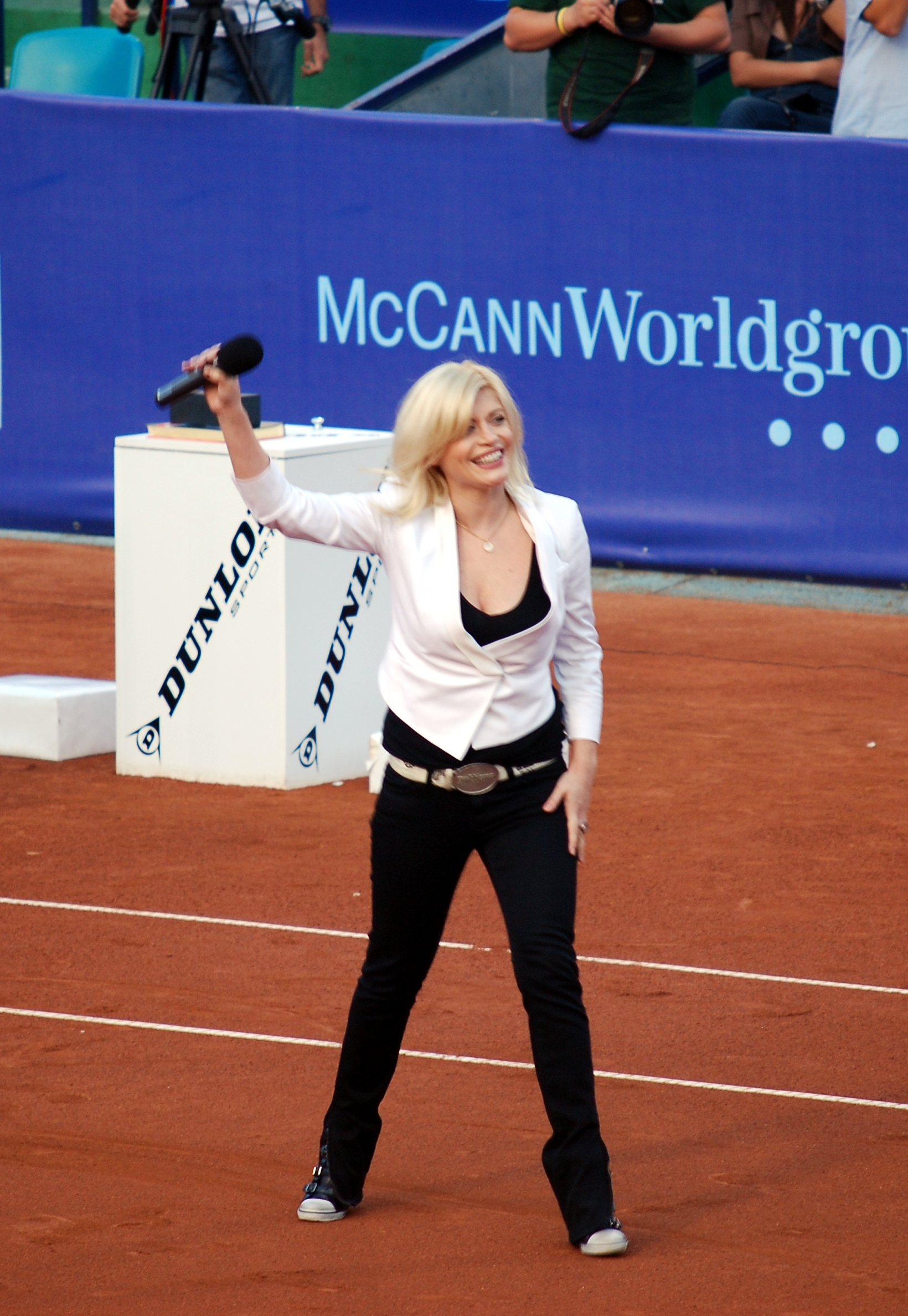
Loredana bei Andrei Pavels Abschiedsspiel 2009

Loredana Groza (* 10. Juni 1970 in Onești) ist eine rumänische Sängerin, Model, Schauspielerin, Tänzerin, TV-Persönlichkeit, Medieninhaberin und Coach in der internationalen Musik-Show The Voice. Sie ist bekannt für ihre wechselnden Musikrichtungen. Sie begann ihre Karriere in Onești, Rumänien. Sie ist mit Andrei Boncea verheiratet und hat eine Tochter.
Ihre Single Buna seara, iubito aus dem gleichnamigen im Jahr 1988 veröffentlichten Debüt-Album zählt  zu ihren bekanntesten Liedern.
Im Jahr 2002, inspiriert von dem großen Erfolg ihres Albums Agurida, beschloss sie für die Wiederentdeckung und die Reinterpretation alter rumänischer Lieder aus der Zeit zwischen den beiden Weltkriegen, akribische Recherchen anzustellen. Das Ergebnis war die Live-Performance Zaraza-vânzătoarea de plăceri auf Pro TV, welches im Dezember 2002 auf MC, CD und VHS-Video veröffentlicht wurde.

## Alben
- 1988: Bună seara, iubito
- 1989: Un buchet de trandafiri
- 1994: Atitudine
- 1995: Nascută toamna
- 1996: Tomilio
- 1998: Lumea e a mea
- 1999: AromAroma
- 2000: Diva Inamorata
- 2001: Agurida

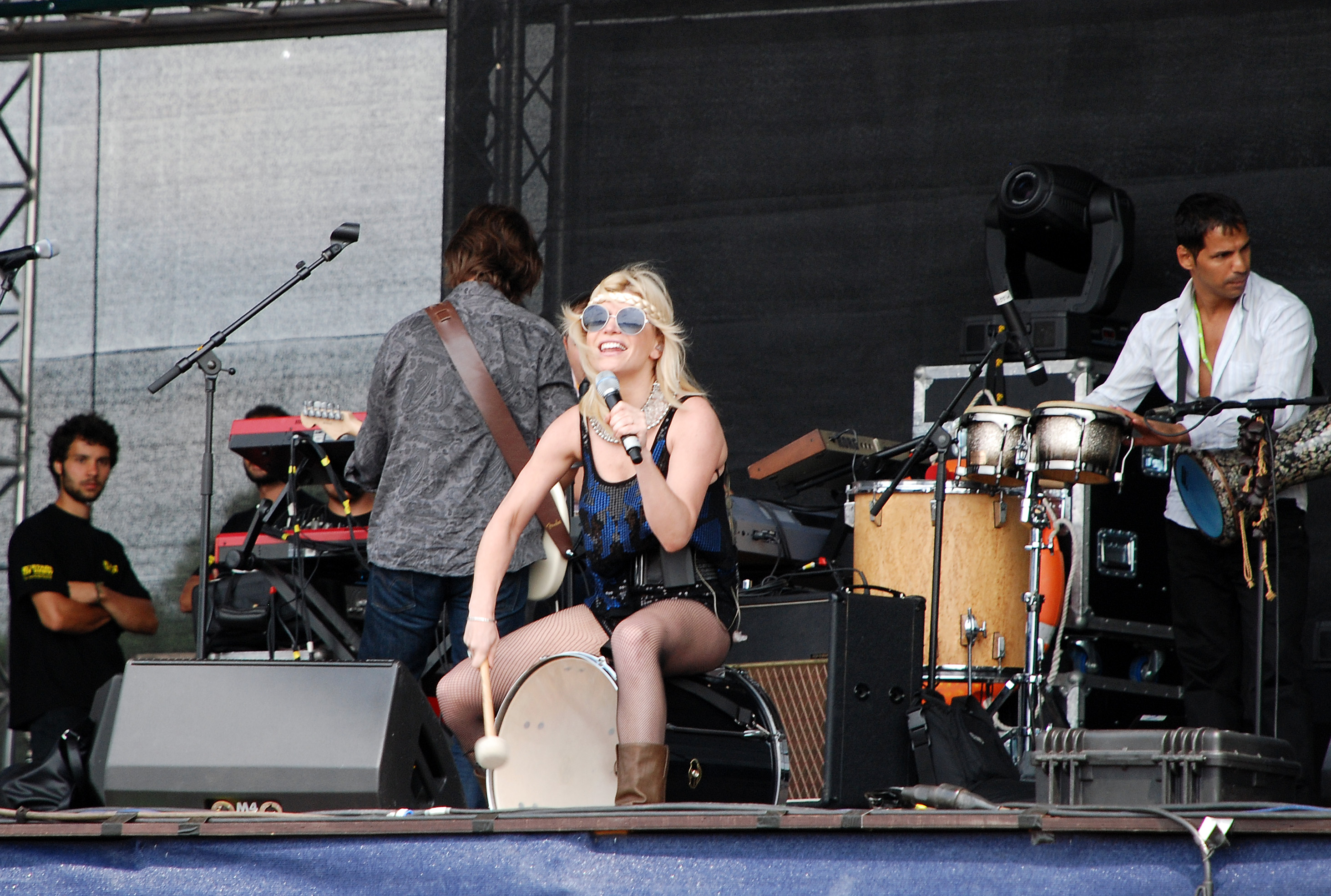
Loredana Groza beim Linzer Europa Hafenfest im Juli 2009

- 2002: Zaraza – Vânzătoarea de plăceri
- 2003: Fata cu şosete de diamant
- 2004: Zig Zagga Extravaganza
- 2006: Jamparalele
- 2007: My Love
- 2007: Made in Romanie
- 2008: Tzuki Tzuki EP
- 2009: SunDance
- 2010: IubiLand
- 2012: Apa
- 2014: Rispitor
- 2015: Imaginarium

### Remix-Alben
- 2010: Rain Rain Remixed, für die Single Rain Rain

### Soundtracks
- 2002: Lori
- 2007: Inima de Tigan
- 2008: Supravietuitorul
- 2008: Regina
- 2009: Aniela

#### Kooperationen
- 2009: State De Romania Student La Sorbona
- 2009: Fire and Ice: The Dragon Chronicles
- 2009: Jos Pălăria, Pro TV!
- 2012: Gloria

## Singles
- Bună Seara Iubito
- Rain Rain
- New York, New York!
- Viața e Frumoasa
- Extravaganza
- Uite așa, mai
- Le-Le
- Zig-Zag
- Silent Night
- Șatra în asfințit
- Tzuki
- Sexxy
- Mămăligă
- SunDance
- Regina
- Cry Out
- Lori
- Milord
- Fire And Ice
- Frumoasa mea
- Like a Rockstar
- Pill’n
- Aniela
- Once Upon a December
- Apa (feat. Cabron)
- Rispitor

## Musikvideos
- Buna Seara Iubito
- Extravaganza
- Le-le
- Zig-Zag
- Satra in Asfintit
- Regina
- Tzuki
- Fire and Ice
- Like a Rockstar

## Filmografie (Auswahl)
- 1987: Cuibul de Viespi
- 1994: A doua cadere a Constantinopolului
- 2007: Supravietuitorul
- 2007–2008: Inima de Tigan
- 2008–2009: Regina
- 2008: Fire & Ice: The Dragon Chronicles
- 2009: Aniela
- 2010: State De Romania
- 2012: Minte-mă frumos

### Andere
- Dansez Pentru Tine
- 2006: Povestea LoreDanei
- 2007–2008: Al 9lea Cer
- 2008–heute: Povestiri Adevarate
- 2009: PoveStirile Reginei
- 2009: Miss Romindria
- 2011: Vocea Romaniei